# ابیهان
ابیهان (به فرانسوی: Abeilhan) یک کمون در فرانسه با جمعیت ۱٬۲۹۰ نفر است که در Canton of Servian واقع شده‌است.